# لورا هييبور
لورا هيثيوس هيبور (ولدت في 20 يوليو 1989) هي لاعبة ومدربة كرة قدم أمريكية سابقة. كانت عضوًا في فريق كرة القدم الوطني للسيدات تحت 23 سنة للولايات المتحدة. تشغل حاليا منصب مدرب كرة القدم للسيدات ومساعد مدرب كرة القدم للرجال في جامعة واينسبورغ. 

## حياتها السابقة
ولدت في ميشيغان لوالدين، هما دالي وجوي هييبور. درست في ثانوية الاتحاد المسيحية في مسقط رأسها في هدسونفيل ، ميشيغان حيث تخرجت بامتياز.
حصلت على لقب ملكة جمال كرة القدم في غاتوريد، وهي اللاعب الوحيد في تاريخ الولاية الذي يفوز بأي جائزة مرتين. وقد احتلت المرتبة الثانية في كرة القدم للفتيات في ميشيغان من حيث الأهداف برصيد 167.
ساعدت هيبور في قيادة فريقها إلى رقم قياسي هو 107 وأربع بطولات رسمية. كانت منتخبة من أربع فرق في الفريق الأول في جميع الولايات وعملت كقائد للفريق لمدة ثلاثة مواسم. خلال عامها الأول، قادت الفريق إلى لقب الولاية، وسجلت 40 هدفاً مع 29 تمريرة حاسمة. خلال عامها الثاني، حصلت على 76 نقطة برصيد 42 هدفًا و34 تمريرة حاسمة. خلال عامها الأصغر، سجلت 41 هدفًا وقدمت 24 مساعدة في مساعدة الفريق بلوصول إلى سجل 28-0-0. وبصفتها محترفة، سجلت هيبور 80 نقطة برصيد 44 هدفًا و36 تمريرة حاسمة. 
فازت هيبور بكأس الولاية واللقب الوطني مع نادي، بلومفيلد فورس. وفازت بجائزة الحذاء الذهبي كأفضل لاعب بارز في البطولة الوطنية، وحصلت على لقب أفضل لاعب في كأس سان دييغو لركوب الأمواج عام 2006. لعبت في فريق الولاية لبرنامج التنمية الأولمبية لمدة سبع سنوات من 2001-2007. 

### ولاية ميشيغان
تركت ولاية ميشيغان كأفضل هداف سبارتانز على الإطلاق، والثالثة لمعظم الفائزين في المباراة في موسم واحد، والخامسة للفائزين، والثانية في النقاط المهنية مع 95 نقطة. بصفتها طالبة، قادت مؤتمر Big Ten في التهديف وأنهت المركز الخامس في البلاد برصيد 51 نقطة. أصبحت أول طالبة في تاريخ الدوري تفوز بجائزة أفضل لاعب هجومي منذ تأسيس الجائزة في عام 2004. تعادلت في المركز الثالث في البلاد وقادت العشرة الأوائل في الأهداف برصيد 21. أصبحت هيبور أول من يفوز بـ Big Ten Freshman of the Year وأول من حصل على جائزة أفضل لاعب هجومي للعام منذ عام 1994. كانت واحدة من 15 متأهلاً للتصفيات النهائية لكأس هيرمان في نفس العام. 
خلال عامها الثاني، احتلت هيبور المرتبة السادسة في Big Ten في الأهداف برصيد ثمانية، والثانية في ألاهداف. بدأت أول 15 مباراة في الموسم قبل أن تعاني من إصابة في الركبة أثناء تسجيل هدف الفوز في المباراة ضد مينيسوتا في الوقت الإضافي. فاتها بقية الموسم بعد إصابتها. 
عندما كانت مبتدئًة بدأت هيبور جميع الألعاب الـ 19 وحصلت على المركز الخامس في تاريخ المدرسة للفائزين في الألعاب المهنية بـ 13 ، والثانية في جميع الأوقات مع 95 ، وسجلت أفضل 10 أهداف للفريق. لقد احتلت المركز الثالث في موسم واحد لولاية ميشيغان لمعظم الأهداف الفائزة في المباراة برصيد خمسة. 

## مسيرتها المهنية

### سكاي بلو
تمت صياغة هيبور في الجولة الرابعة من مسودة وبس لعام 2012 إلى السماء الزرقاء اف سي ؛ ومع ذلك، طوي الدوري قبل بدء الموسم. سافرت إلى اليابان مع أعضاء السماء الزرقاء وفلاش نيويورك الغربية للعب في بعض مباريات المعرض ضد ايناك كوبي ليونيسا.  

### فلاش نيويورك الغربية
في وقت لاحق من عام 2012 ، لعبت هيبور مع فريق فلاش نيويورك الغربية في نخبة وبسل.   حسم الفريق لقب بطولة الدوري بعد فوزه على شيكاغو ريد ستارز بعد الوقت الإضافي وركلات الترجيح. 
مع بدء الدوري الوطني لكرة القدم النسائية في عام 2013 ، تم اختيار هيبور من قبل سيتل ريجن اف سي خلال مشروع نوسل التكميلي لعام 2013 باعتباره اختيارهم الثالث (الاختيار الثامن عشر بشكل عام).    وقعت في وقت لاحق مع فلاش نيويورك الغربية. 
تم التنازل عن هيبور بواسطة فلاش في 18 أكتوبر 2013.  ظهرت ست مرات مع فلاش خلال موسم نوسل الافتتاحي، حيث بدأت ثلاث مباريات.  في 216 دقيقة لعبتها، قامت هيبور باحتساب مساعدة واحدة، وهي مساعدة ل سامانثا كير ضد بوسطن بريكرز في 27 أبريل.

### عالميا
مثلت هيبور الولايات المتحدة كعضو في المنتخب الوطني للسيدات تحت 15 سنة في عام 2004. وقد لعبت أيضًا لفريق U-17. وهي حاليًا عضو في فريق U-23. 

## مسيرتها التدريبية
في عام 2012 ، كانت هيبور مدربًا مساعدًا متطوعًا لجامعة ميامي.  
في عام 2014 ، أصبحت هيثويس مديرة قسم النساء في جامعة واينزبرج. بالإضافة إلى ذلك، فهي مساعدة مدرب لفريق وينسبيرغ للرجال، والذي يدربه زوجها براد هيثويس.  على العكس من ذلك، براد هو أيضًا مساعد مدرب لفريق السيدات (مساعدا لزوجته). 

## روابط خارجية
- نيويورك فلاش، الملف الشخصي نسخة محفوظة 4 مارس 2016 على موقع واي باك مشين.
- ميشيغان، الملف الشخصي